# Kid Paddle Magazine
Pour les articles homonymes, voir Kid Paddle (homonymie).
Kid Paddle Magazine est un périodique de bande dessinée franco-belge mensuel créé en 2002 sous le nom Magazine Kid Paddle et disparu en 2011. Lancé en mars 2002 pour remplacer le magazine P'tit Loup, il est d'abord publié sous la forme d'un mensuel et est édité par Disney Hachette Presse. Il disparaît une première fois en septembre 2003 après 18 numéros, et revient un mois après édité par Future Media, qui devient Yellow Media (filiale de Dupuis). Le dernier numéro est publié en mai 2011, portant à 84 numéros cette seconde série.

## Contenus

### Séries
- Kid Paddle (2004)
- Game Over (2004)
- Grrreeny (2010)

## Identités visuelles
- 2002 : Magazine Kid Paddle
- 2004 : Kid Paddle Magazine

### Documentation
- Sébastien Celimon, « Le Kid pédale », BoDoï, no 62,‎ avril 2003, p. 11.